# Cullagium
El cullagium es un antiguo tributo establecido por el Papa Urbano II (ca. 1042 – 1099) como parte de una tendencia hacia el celibato clerical. Por este impuesto, La Iglesia católica permitía a los clérigos mantener una concubina en la medida que pagase anualmente una cantidad de dinero. Supuso también una vía extra de financiación de la Iglesia.
Con el tiempo, se transformó la naturaleza de este gravamen, cuando los príncipes se lo adjudicaron, definiéndose en 1733 como un tributo que deben pagar a su señor los sujetos que contraen matrimonio.